# エミール・ラウファー
エミール・ラウファー（Emil Johann Lauffer、1837年6月28日 - 1909年5月31日）はチェコの画家である。プラハの「polytechnickém ústavu 」（後のチェコ工科大学:České vysoké učení technické v Praze）などで美術教師として働いた。

## 略歴
現在のモラヴィア・スレスコ州のDvorceに生まれた。薬剤師の息子で、兄は詩人の Ferdinand Josef Laufferでチェコの1848年革命に関係し、国外亡命した。
エミール・ラウファーはウィーン美術アカデミーで多くの装飾画を手掛けたクリスティアン・ルーベンに学び、1865年にプラハに移り、ルーベンのデザインでプラハ城のベルヴェデーレ（夏の離宮）の壁画を描いた。そのままプラハに残り、プラハの工科大学の教授になり、その仕事を1869年から1907年の間、40年近く続けた。プラハの美術アカデミーでも教え、教えた学生にはヴァーツラフ・ブロジークがいる。工科大学の同僚の息子で印象派の画家になったアントニーン・スラヴィーチェク(Antonín Slavíček:1870-1910)も個人的に指導したとされる。
1864年から1886年の間、プラハの美術振興協会(Krasoumná jednota)の会員だった。
ロマン主義の画家として歴史画や物語に題材をとった作品を描いた。

## 作品

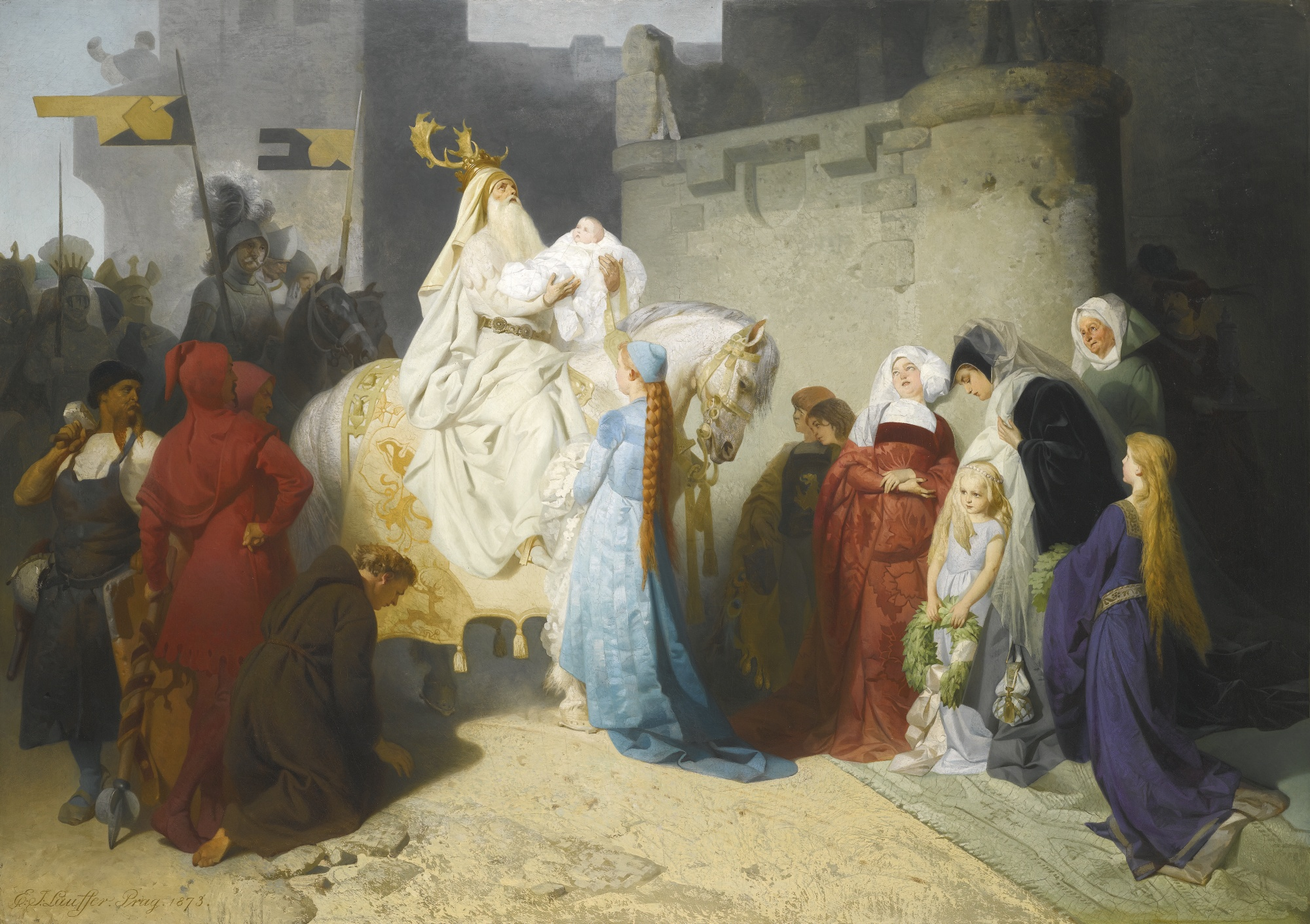
出生したアーサー王とマーリン
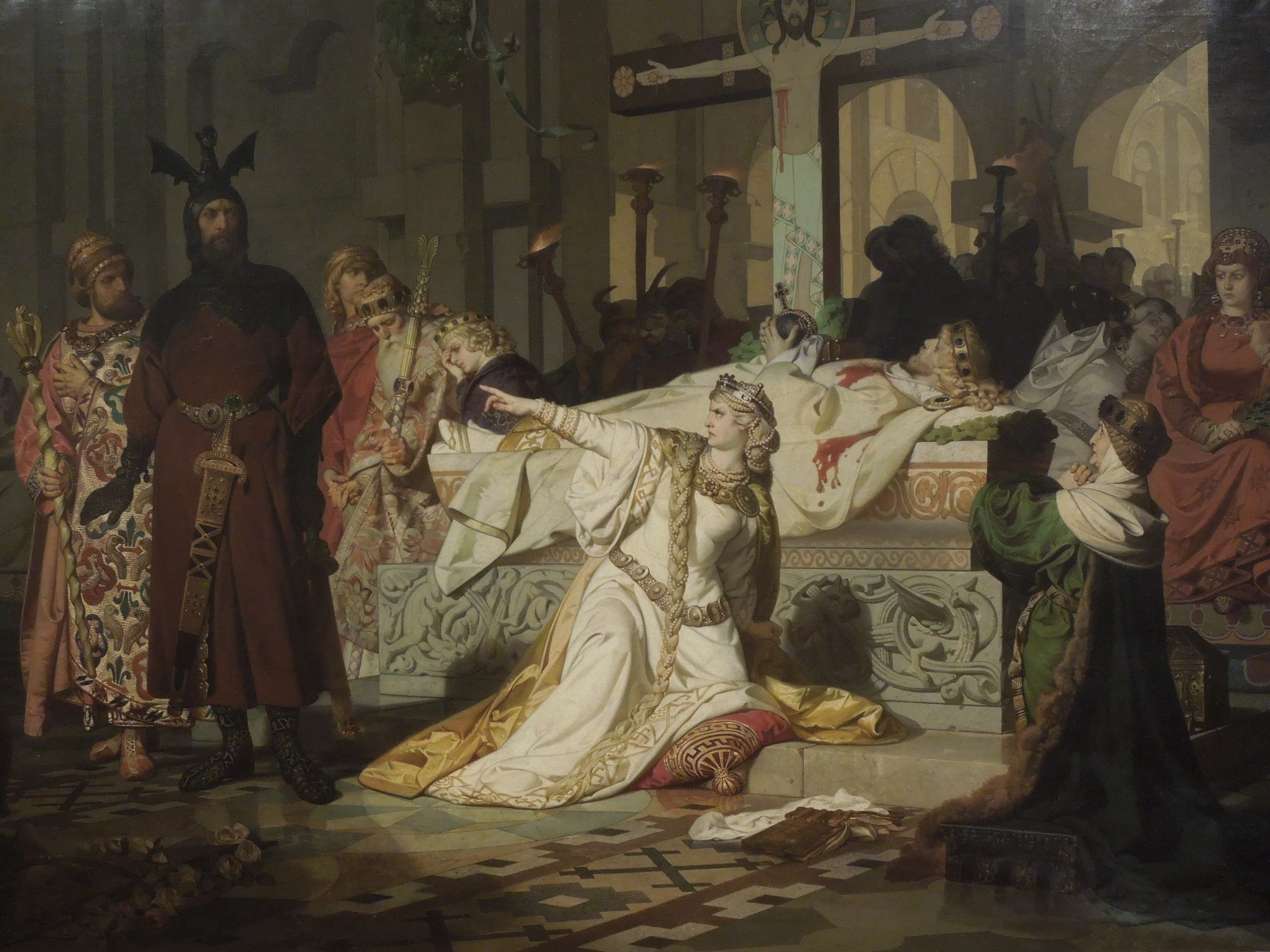
クリームヒルトの抗議
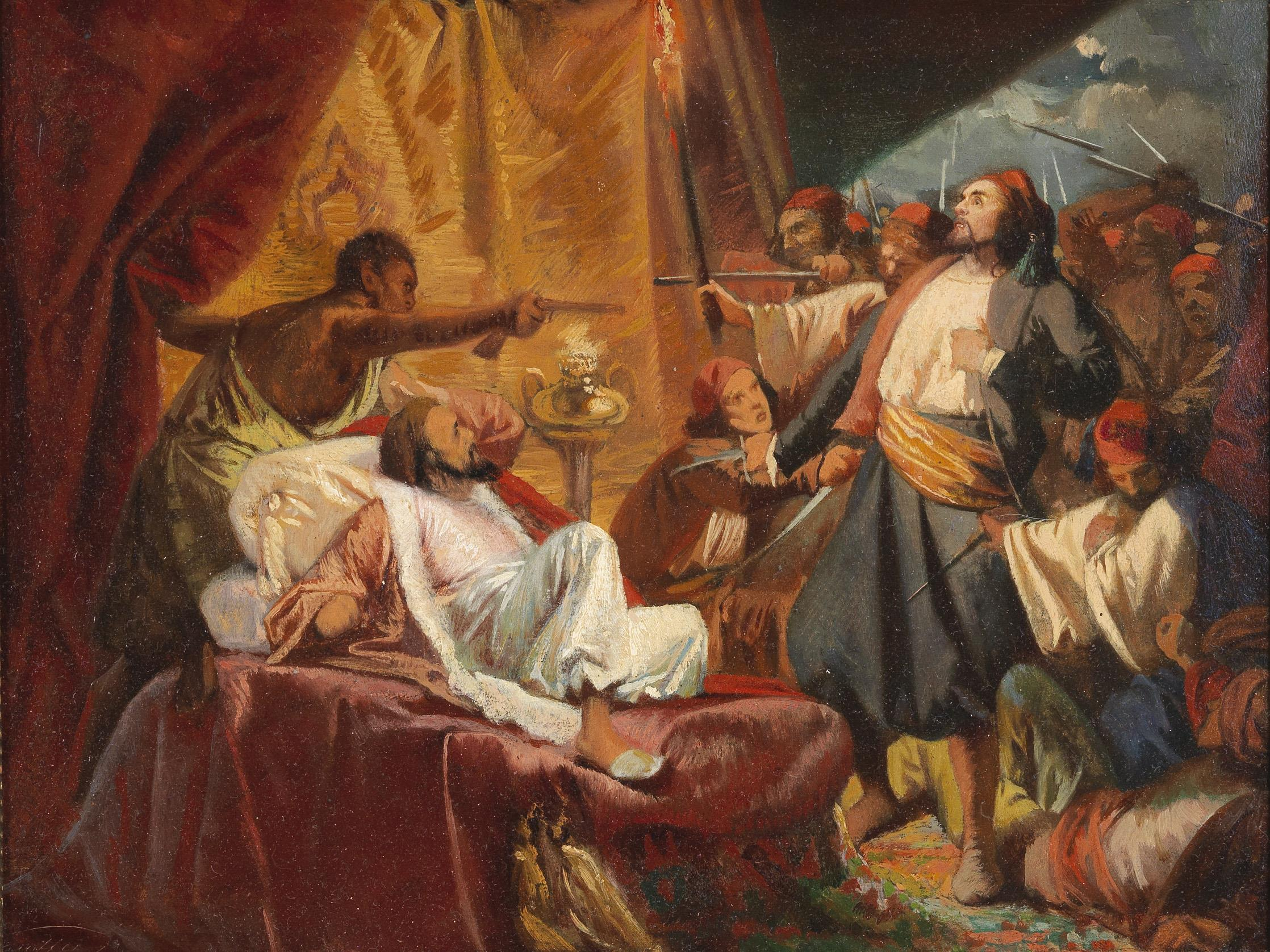
セルビア蜂起